# إتيان وينغر
إتيان شارل وينغر (بالفرنسية: Étienne Charles Wenger، مواليد 1952م)‏ هو منظر سويسري في مجال التربية اشتهر في وضع نظريات المعرفة الوضعية ومجتمعات الممارسة مع جان لاف.

## حياته
ولد وترعرع في كانتون نيوشاتل في القطاع الفرنسي من سويسرا. حصل على بكالوريس في علم الحوسبة من جامعة جنيف عام 1982. ثم حصل على الماجستير (1984) والدكتوراة (1990) في المعلوماتية والحاسوب من جامعة إيرفي في كاليفورنيا. يعيش حاليا في كاليفورنيا.

## أعماله
طور وينغر نظرية «مجتمعات الممارسة» عندما عمل مع عالم الأنثروبولوجيا جان لافي في بحث حول خياطي أفريقيا. عندها لاحظا أن الخياطين الجدد تعلموا من المتدربين أكثر مما تعلموا من صاحب العمل.
يقتنع وينغر ان التعلم هو موروث اجتماعي ولا يمكن فصلها عن سياقها الاجتماعي التي تحدث به. وتتطبق نظرياته في مجالات عديدة وحاليا تلقى إقبالا في مجالات تعليم المحاسبة وتطوير مركز المحاسبية في بنك العالم.

### مجتمعات الممارسة
بحسب وينغر، فإن مجتمعات الممارسة هي مجموعة ن الأشخاص الذين يتشاركون نفس الهموم أو التعاطف في مجال يعملون به ويتعلمون عن طريق التفاعل فيما بينهم بشكل عادي ودائم".

## للاستزادة
- تعلم وضعي
- جماعة الممارسة
- إدارة المعرفة